# Harnessing a Mountain Stream
Harnessing a Mountain Stream è un cortometraggio muto del 1912 diretto da J. Searle Dawley.

## Produzione
Il film fu prodotto dalla Edison Manufacturing Company.

## Distribuzione
Distribuito dalla General Film Company, il film - un documentario di 120 metri - uscì nelle sale cinematografiche degli Stati Uniti il 9 dicembre 1912. Nelle proiezioni, veniva programmato con il sistema dello split reel, accorpato in un'unica bobina con un altro cortometraggio prodotto dalla Edison, Saving the Game.